# Hob (jeu vidéo)
Pour les articles homonymes, voir Hob.
Hob est un jeu vidéo d'action-aventure développé par Runic Games et édité par Perfect World Entertainment, sorti en 2017 sur Windows et PlayStation 4, puis le 4 avril 2019 sur Nintendo Switch dans une version "définitive" portée par le studio Panic Button

## Système de jeu
Hob est un jeu de plates-formes où le joueur est amené à résoudre diverses énigmes et puzzles afin de pouvoir continuer son aventure. Le jeu vous met au contrôle d'un personnage mystérieux vêtu d'une cape rouge et pourvu d'un bras robotique multifonction allant du bouclier à la charge en passant par le grappin et la téléportation. Le joueur va comprendre petit à petit, en débloquant de nouvelles zones, l'histoire de l'univers qui a été créé et pourquoi il est là. De plus le joueur va être amené à travers l'histoire à modifier son environnement pour résoudre des casse-têtes ce qui va l'amener à retourner sur ses pas pour redécouvrir un monde changé. Le jeu s'adapte au comportement des joueurs avec des animaux qui vont voir notre agressivité ou notre passivité et qui agiront en conséquence. Le jeu ne comporte aucun dialogue et mise surtout sur l'ambiance sonore et sur sa direction artistique pour faire comprendre son histoire. Durant son périple, le joueur aura la possibilité de collecter des éclats d'anciens combats afin de lui permettre d’améliorer son équipement et ainsi pouvoir résoudre de nouvelles énigmes,
Il aura aussi la possibilité de récupérer des morceaux d'épées qui lui permettront d'améliorer son épée, une arme importante dans l'aventure. Mais aussi des gemmes qui vont permettre une amélioration du bras, un grappin, un bouclier et des tenues différentes.

## Trame
L'histoire est centrée sur un monde envahi par une substance violette qu'il va falloir éliminer au fil de l'histoire grâce à des casses têtes, des énigmes, et des combats. Le but étant de reformer le monde en éradiquant la menace pour les habitants.

## Accueil
- Kotaku : « Du bon boulot » (Mike Fahey)[15]
- Rock, Paper, Shotgun : « C'est fun à jouer, c'est souvent très intelligent mais - en même temps - il manque quelque chose. » (John Walker)[16]